# Alvis Vītoliņš
Alvis Vītoliņš (Vitolinš, Vitolins, Vitolinsh) (Sigulda, 15 de juny de 1946 – 16 de febrer de 1997), fou un jugador d'escacs letó, que ostentà el títol de Mestre Internacional des de 1980. Es va suïcidar tot saltant a la superfície gelada del riu Gauja des d'un pont de ferrocarril, el 1997.
|  |

## Resultats destacats en competició
Vītoliņš fou Campió de Letònia en set ocasions, els anys 1973 (empatat), 1976, 1977, 1978, 1982, 1983 i 1985 (empatat).

### Contribucions a la teoria dels escacs
El seu nom està lligat a la variant Vitolins de la Variant Scheveningen de la defensa siciliana (1.e4 c5 2.Cf3 d6 3.d4 cxd4 4.Cxd4 Cf6 5.Cc3 e6 6.Ab5+) i a la variant Vitolins de la Variant del drac de la defensa siciliana (1. e4 c5 2. Cf3 d6 3. d4 cxd4 4. Cxd4 Cf6 5. Cc3 g6 6.Ag5 Ag7 7. Ab5+).

### Partides notables
- Lev Gutman vs Alvis Vitolinsh, URSS 1979, defensa Nimzoíndia, variant Reshevsky (E46), 0-1.
- Alvis Vitolinsh vs Igor Viksni, Riga 1985, defensa Petrov, gambit Cochrane, variant del centre (C42), 1-0.